# Football Club San Pédro
Football Club San Pédro ou FC San Pédro é um clube de futebol marfinense fundado em 2004 na cidade de San-Pédro que joga na Ligue 1 Côte d'Ivoire, a divisão máxima de futebol do país.

## Hitória
Foi fundado em 2004 na cidade de San-Pédro com o intuito de competir com Séwé Sport de San-Pédro, o clube mais importante da cidade que já havia participado, em várias ocasiões, de torneio continentais.
A temporada de 2015–16 marcou o primeiro acesso do time a primeira divisão marfinense após ser vice-campeão da segunda divisão ao perder a final para o Williamsville AC.
Na sua primeira temporada na primeira divisão terminou em nono lugar, e na edição seguinte em terceiro lugar,[carece de fontes?] o que fez com que se classificasse pela primeira vez a um torneio continental. Sua primeira participação foi na Copa das Confederações da CAF de 2018–19, em que foi eliminado no play-off pelo Nkana da Gana.

## Títulos
| NACIONAIS       | NACIONAIS              | NACIONAIS | NACIONAIS  |
|                 | Competição             | Títulos   | Temporadas |
| --------------- | ---------------------- | --------- | ---------- |
| Costa do Marfim | Coupe de Côte d'Ivoire | 1         | 2018–19.   |